# Ellanico (grammatico)
Ellanico (in greco antico: Ἑλλάνικος?, Hellánikos, in latino Hellanicus; 240 a.C. circa – Alessandria, II secolo a.C.) è stato un grammatico greco antico.

## Biografia
Vissuto nel pieno dell'età ellenistica, fu allievo di Agatocle, scolaro di Zenodoto e più anziano di 20-30 anni di Aristarco.
Dapprima il nostro Ellanico fu identificato con Ellanico di Mitilene. La prima edizione dei frammenti di Ellanico curata da Friedrich Wilhelm Sturz permise di capire che Ellanico il grammatico era contemporaneo di Aristarco, e pertanto si trattava di persona diversa dal logografo.

## Opere
Delle opere di Ellanico non conosciamo titoli, né nel lessico Suda, né negli scoli in cui è citato, e nessuna altra fonte ci soccorre. Non sappiamo quindi se gli scarsi resti della sua dottrina ci derivino da hypomnemata (soprattutto ai poemi omerici) oppure siano frutto di excerpta da monografie su qualche particolare argomento.
A proposito di Erodoto, abbiamo un solo frammento (citato in uno scolio sofocleo come materiale di confronto), che riguarda un problema di divisione di parole, mentre per le testimonianze su Omero abbiamo tre frammenti per l'Iliade e uno per l'Odissea. L'attività di Ellanico sui poemi omerici è meglio evidenziata da un passo della Vita Homeri di Proclo dove Ellanico è menzionato con Xenone, l'altro grammatico classificato fra i χωρίζοντες, ossia uno dei filologi alessandrini sostenitori dell'ipotesi secondo la quale l'Iliade e l'Odissea erano state composte in epoche differenti e quindi non potevano essere attribuite entrambe ad Omero.
Ellanico e Xenone due furono oggetto della polemica di Aristarco di Samotracia, che scrisse un'opera contro l'ipotesi dei χωρίζοντες, secondo la quale Omero era autore della sola Iliade, essendo stata scritta l'Odissea in epoca molto più recente tanto da non poterla attribuire allo stesso Omero.